# داستان ترسناک آمریکایی: رونوک
داستان ترسناک آمریکایی: روناک (انگلیسی: American Horror Story: Roanoke) ششمین فصل از اف‌ایکس داستان ترسناک آنتولوژی سریال تلویزیونی داستان ترسناک آمریکایی است. این فصل در ۱۰ قسمت ساخته شده است. اولین قسمت این فصل در تاریخ ۱۴ سپتامبر ۲۰۱۶ منتشر شد که بیشتر از ۵ میلیون بیننده داشت. قسمت پایانی این فصل نیز در تاریخ ۱۶ نوامبر ۲۰۱۶ پخش گردید. در این فصل لیدی گاگا به صورت افتخاری حضور کوتاهی دارد.
این فصل از این سریال بی شباهت به فصل اول نیست.

## داستان
داستان روایت خانه‌ای قدیمی ست که توسط ارواح اولین صاحبان این خانه و زمین اطرافش تسخیر شده است. شروع داستان به صورت مستند گونه می‌باشد و داستان توسط اشخاصی که واقعاً در این خانه زندگی می‌کرده‌اند روایت می‌شود و توسط بازیگران، بازی می‌شود. کاراکترهای اصلی یک زوج به نام‌های بن و ویوین و همچنین دخترشان به نام ویولت می‌باشند. این زوج به دلیل مشکلاتی که در محل زندگی قبلی شان در لس آنجلس داشته‌اند، به کارولینای شمالی می‌آیند و خانه‌ای بزرگ و زیبا را با قیمت فوق‌العاده ای در مزایده برنده می‌شود و تمام پس اندازشان را خرج آن می‌کنند، اما غافل از اینکه …

## لیست بازیگران
بازیگران این فصل:
- Sarah Paulson
- Cuba Gooding Jr
- Angela Bassett
- Kathy Bates
- Lily Rabe
- Andre Holland
- Wes Bentley
- Denis O`Hare
- Evan Peters
- Cheyenne Jackson
- Angela Bassett